# Tephrosia crocea
Tephrosia crocea är en ärtväxtart som beskrevs av George Bentham. Tephrosia crocea ingår i släktet Tephrosia och familjen ärtväxter. Inga underarter finns listade i Catalogue of Life.